# 雅致玉凤花
雅致玉凤花（学名：Habenaria fargesii）为兰科玉凤花属下的一个种。

## 扩展阅读
維基物種上的相關：雅致玉凤花